# Jujubinus rafaemesai
Jujubinus rafaemesai es una especie de molusco gasterópodo marino de la familia Trochidae en el subclase de los Vetigastropoda.

## Distribución geográfica
Es endémica de las islas Canarias (España).